# Boagrius silindui
Espèce
Boagrius silindui est une espèce d'araignées aranéomorphes de la famille des Palpimanidae.

## Répartition
Cette espèce est endémique du Sri Lanka.

## Description
Le mâle holotype mesure 3,2 mm et la femelle paratype 3,1 mm.

## Systématique et taxinomie
Cette espèce a été décrite en 2024 par l'arachnologue sri-lankais Suresh P. Benjamin (d).

### Étymologie
Son épithète spécifique, silindui, lui a été donnée en référence à Silindu, le personnage de Leonard Woolf dans la nouvelle The Village in the Jungle (en) parue en 1913.

### Publication originale
- (en) Suresh P. Benjamin, « Palp-footed spiders of Sri Lanka with descriptions of six new species (Araneae: Palpimanidae) », ZooNova, Royaume-Uni, vol. 40,‎ 20 décembre 2024, p. 1-23 (ISSN 1759-0116, DOI 10.5281/zenodo.14537225, lire en ligne, consulté le 25 janvier 2025).